# Daniella Monetová
Daniella Monetová (* 1. března 1989, West Hills, Los Angeles, Kalifornie, Spojené státy americké) je americká herečka a zpěvačka, která se proslavila rolí Triny Vega seriálu V jako Victoria a rolí Rebeccy Martin v seriálu Zoey 101. Během let 2013 až 2015 moderovala pořad AwesomenessTV a během let 2016 až 2018 moderovala reality-show Paradise Run.

## Filmografie

### Film
| Rok  | Název                           | Role            | Poznámky |
| ---- | ------------------------------- | --------------- | -------- |
| 2007 | Nancy Drew: Záhada v Hollywoodu | Inga Veinshtein |          |
| 2007 | Správně praštěný holky          | Gabby Davis     |          |
| 2010 | Jdi za hlasem srdce             | mladá Angie     |          |
| 2010 | Simon řekl                      | Sarah           |          |
| 2010 | Here's the Kicker               | Lacey Matthews  |          |
| 2014 | Rachel's Return                 | Danielle        |          |
| 2020 | Aloha Surf Hotel                | Babymooner      |          |

### Televize
| Rok        | Název                                      | Role                    | Poznámky                                                                      |
| ---------- | ------------------------------------------ | ----------------------- | ----------------------------------------------------------------------------- |
| 1997       | Modrý Pacifik                              | malá Corey              | díl: „Avenging Angel“                                                         |
| 2003       | American Dreams                            | Joyce Fitzsimmons       | 3 díly                                                                        |
| 2003       | Still Standing                             | Bethany                 | díl: „Still Negotiating“                                                      |
| 2003–04    | 8 Simple Rules                             | Missy Kleinfeld         | 4 díly                                                                        |
| 2004       | The Bernie Mac Show                        | Karen                   | díl: „Go Bernie, It's Your Birthday“                                          |
| 2004–05    | Listen Up!                                 | Megan Kleinman          | hlavní role, 22 dílů                                                          |
| 2006–07    | Zoey 101                                   | Rebecca Martin          | vedlejší role, 3 díly                                                         |
| 2008       | Miss Guided                                | Meredith Ritter         | díl: „The List“                                                               |
| 2008       | Sladký život Zacka a Codyho                | Dana                    | díl: „Benchwarmers“                                                           |
| 2010, 2011 | iCarly                                     | Popular Girl Trina Vega | díl: „iPsycho“                                                                |
| 2010–13    | V jako Victoria                            | Trina Vega              | hlavní role, 48 dílů                                                          |
| 2011       | A Fairly Odd Movie: Grow Up, Timmy Turner! | Tootie                  | TV film                                                                       |
| 2011       | Fred 2: Night of the Living Fred           | Bertha                  | TV film                                                                       |
| 2011       | Supah Ninjas                               | Clarissa                | díl: „Morningstar Academy“                                                    |
| 2011–15    | Winx Club                                  | Mitzi (hlas)            | vedlejší role                                                                 |
| 2012       | Fred: The Show                             | Bertha                  | hlavní role, 6 dílů                                                           |
| 2012       | Figure It Out                              | Samu sebe               |                                                                               |
| 2012       | Fred 3: Camp Fred                          | Bertha                  | TV film                                                                       |
| 2012       | Kouzelní kmotříčci a Vánoce                | Tootie                  | TV film                                                                       |
| 2013–15    | AwesomenessTV                              | Samu sebe / moderátorka |                                                                               |
| 2013       | Melissa a Joey                             | Ashley                  | díl: „Family Feud“                                                            |
| 2014       | Turbo R.A.Ke.Ta                            | Princezna (hlas)        |                                                                               |
| 2014       | Kouzelní kmotříčci v ráji                  | Tootie                  | TV film                                                                       |
| 2014       | See Dad Run                                | Tracy McFee             | díly: „See Dad Watch Janie Run Away“ a „See Dad Fire Original Katie... Again“ |
| 2015       | Nicky, Ricky, Dicky a Dawn                 | Samu sebe               | díl: „Go Hollywood“                                                           |
| 2015       | When Duty Calls                            | Ellie Skopic            | TV film                                                                       |
| 2016–17    | Tři kluci a nemluvně                       | Sam Saffe               | vedlejší role (5. řada), hostující role (6. řada)                             |
| 2016–18    | Paradise Run                               | Moderátorka             |                                                                               |
| 2017       | Crossy Road: The Series                    | Cat Possible            | díl: „Evil Cat“                                                               |
| 2017       | Nickelodeon Sizzling Summer Camp Special   | Big Hand                | TV film                                                                       |
| 2019       | Příbuzní navždy                            | Denise                  | díly: „Cousins Day“ a „Blending a Hand“                                       |

### Hudební videa
| Rok  | Název           | Role          |
| ---- | --------------- | ------------- |
| 2018 | „Thank U, Next“ | Ariana Grande |